# Hvězda typu Alfa² Canum Venaticorum
Hvězda typu Alfa2 Canum Venaticorum je druh proměnné hvězdy. Jde o chemicky pekuliární hvězdy hlavní posloupnosti, jež patří do spektrálních tříd B8p až A7p, které mají silné magnetické pole a silné spektrální čáry křemíku, stroncia nebo chromu. Jejich jasnost se obvykle mění v rozsahu 0,01 až 0,1 hvězdné velikosti s periodou 0,5 až 160 dní.hvězdě
V důsledku změn magnetického pole těchto hvězd se také mění intenzita a množství spektrálních čar. Periody těchto změn jsou shodné s periodou rotace hvězdy. Jsou způsobovány nerovnoměrným rozložením kovů v atmosféře hvězdy, v důsledkučehož se mění jasnost povrchu místo od místa.
Tento typ hvězd byl pojmenován po hvězdě α2 Canum Venaticorum, složce dvojhvězdy Cor Caroli v souhvězdí Honicích psů, jejíž hvězdná velikost se mění o 0,14m během 5,47 dnů.